# Antonio Pinto Salinas (khu tự quản)
Antonio Pinto Salinas là một khu tự quản thuộc bang Mérida, Venezuela. Thủ phủ của khu tự quản Antonio Pinto Salinas đóng tại Santa Cruz de Mora. Khự tự quản Antonio Pinto Salinas có diện tích 348 km2, dân số theo điều tra dân số ngày 21 tháng 10 năm 2001 là 23276 người.